# Йозеф Селлені
Йозеф Селлені (2 лютого 1824 або 3 лютого 1824 , Untermeidlingd  — 22 травня 1875 , Інцерсдорфd ) — австрійський художник.

## Життя і творчість
Йозеф Селлені навчався у віденській Академії образотворчих мистецтв. Після її закінчення здійснив спільно з художником Едуардом Ендером подорож Тіролем і Північною Італією, що завершилася у Венеції. Здобувши стипендію Віденської академії, Селлені в 1854—1855 роках здійснив навчальну поїздку до Рима і Неаполя.
У 1857—1859 роках художник взяв участь в австрійській навколосвітній експедиції Новари. Під час цього плавання він створив багато акварелей, ескізів і начерків, які згодом стали основою для літографій, які ілюстрували цю експедицію. Пізніше Селлені супроводжував ерцгерцога Максиміліана в його подорожі Північною Африкою, до островів Зеленого Мису, Канарських островів і в Бразилію. Після всіх цих поїздок Селлені жив у Відні як вільний художник.
Помер у лікарні для нервовохворих у Віденському передмісті Інцерсдорф (нині — частина віденського району Лізінг).
Йозеф Селлені малював переважно пейзажі. Всі його акварелі створено або з натури, або в його художньому ательє з ескізів, написаних на природі. Селлені домігся успіху також як ландшафтний архітектор: так, за його ескізами розплановано парки при палаці Мірамар у Трієсті, на імператорській віллі в Бад-Ішлі, а також Віденський міський парк (разом із Рудольфом Зібеком).

## Вибрані твори
- Острів Св. Павла
- Мадейра
- Скельний храм у Махамалайпурі
- Мис Доброї Надії
- Австралійські джунглі